# Barnston (Essex)
Pour les articles homonymes, voir Barnston.
Barnston est un village et une paroisse civile de l'Essex, en Angleterre.